# 林平馬
林 平馬（はやし へいま、1883年11月6日 - 1972年3月19日）は、日本の政治家、著作家。

## 人物
福島県耶麻郡塩川町（現・喜多方市）で生まれる。1907年日本体育会体操学校（現・日本体育大学）を卒業し小学校の訓導となる。その後日本大学法律科を卒業する。早くから政治家を志し、1928年の第16回衆議院議員総選挙に立憲民政党公認で旧福島2区から出馬し初当選。その後通算7回当選。1932年の第18回衆議院議員総選挙のみ旧福島1区から立候補し当選している。平沼内閣で鉄道参与官を務め、政党解消後は翼賛政治に反対し興亜議員同盟に所属。1942年の翼賛選挙には非推薦候補として出馬したが落選した。
敗戦後、1946年の第22回衆議院議員総選挙に日本進歩党公認で立候補し当選し政界に返り咲いた。その後進歩党を離党して協同民主党の結党に参加。国民協同党を経て民主党に所属した。1947年片山内閣に国務大臣として入閣。同年8月15日から8月19日までの間、昭和天皇の戦後巡幸（秋田県、山形県、福島県）に随行。しかし同年11月25日に公職追放され大臣を辞任。追放解除後は1952年の第25回衆議院議員総選挙と翌1953年の第26回衆議院議員総選挙に改進党公認で出馬したが何れも落選、1956年の第4回参議院議員通常選挙にも緑風会公認で全国区に出馬するも落選に終わり政界から引退した。会津会会員。
政治活動の傍ら修養団の理事を務めた。林養魚場の代表取締役・林慎平は平馬の孫である。

## 著作
- 大國民讀本
- 終戦運動秘録
- 天皇制と輿論
- 再軍備は是か非か